# HRT Formula 1 Team
HRT Formula 1 Team (antes denominada Campos Meta 1 e Hispania Racing Team) fue una escudería española de Fórmula 1, originalmente con sede en la ciudad de Murcia, fundada por el expiloto de automovilismo español Adrián Campos en 2009 para competir en la categoría a partir de la temporada 2010. Fue la primera escudería española que logró disputar una temporada completa en la Fórmula 1, compitiendo en 2010, 2011 y 2012, y siguió la estela de Bravo F1, que fracasó en su intento de entrar en la competición en 1993, y de Iberia Airlines F1, que bajo la dirección de Emilio de Villota disputó 7 Grandes Premios en 1977.
La escudería tomó parte en 54 Grandes Premios y no logró clasificarse dentro del 107% en dos ocasiones. Su mejor resultado en pista fue obtenido por Vitantonio Liuzzi en el Gran Premio de Canadá de 2011, tras obtener un 13.er puesto final. La escudería no logró sumar puntos.
HRT contó con propulsor Cosworth, merced al acuerdo que vinculaba la escudería a esta marca desde su debut en 2010. El chasis y elementos aerodinámicos para 2012 eran de diseño propio; el sistema de frenado fue provisto por Brembo. Además, el equipo tenía firmado un acuerdo para la transferencia de tecnología con Williams, prorrogado el 2 de noviembre de 2011; y de colaboración, para usar el túnel de viento con Mercedes. HRT no montó dispositivos KERS en sus monoplazas pese a incluir este dispositivo en el acuerdo tecnológico con Williams.
La escudería mantuvo acuerdos con otras empresas y proveedores técnicos, como Dallara, diseñador y fabricante del chasis para 2010 o XTRAC, proveedor de la caja de cambios en 2010; Tata Motors, para el uso de su sistema de computación en 2011 y con Colin Kolles, que proporcionó personal, herramientas e infraestructura de competición al equipo durante las temporadas 2010 y 2011. Además contó con diversos proveedores y patrocinadores técnicos para el acondicionamiento y desarrollo de su sede y sistemas informáticos.
En 2012 ejercieron como pilotos titulares Pedro de la Rosa, procedente de McLaren donde fue piloto de pruebas y Narain Karthikeyan, que prorrogó su relación con la escudería por un año más. La plantilla de pilotos del equipo estuvo marcada por la inestabilidad desde sus orígenes: hasta nueve pilotos han corrido algún Gran Premio con el equipo y en 2010 y 2011 ninguno de ellos disputó la temporada completa. Narain Karthikeyan era, tras la disputa del Gran Premio de Abu Dabi, el piloto que más Grandes Premios había pilotado para HRT, con un total de 27; siguiéndole de la Rosa (19), Bruno Senna (18), Vitantonio Liuzzi (17), Daniel Ricciardo (11), Sakon Yamamoto (7) y Christian Klien (3).

## Historia

### Fundación y primeros pasos
Durante el año 2008, la crisis económica mundial comenzaba a poner en tela de juicio la participación de varias escuderías. En 2009 las japonesas Honda y Toyota y la alemana BMW ponían fin a su participación en Fórmula 1 y a su vez llevaban a cuestionar el modelo de competición basada en la participación de los grandes fabricantes mundiales de automóviles. Ante la posibilidad de que mermase considerablemente el número de participantes la FIA ponía en marcha un proceso selectivo para otorgar hasta cuatro nuevas licencias de competición a resultas del cual Adrián Campos y su proyecto "Campos Meta" resultaban seleccionados. La nueva escudería estaría propulsada por Cosworth, en el regreso del motorista británico a la F1, y dotada con un chasis y diseño aerodinámico del afamado diseñador y fabricante italiano, Dallara. La escudería significaba el logro de una equipo de Fórmula 1 casi en su totalidad español tanto en capital como en su estructura formada por trabajadores de la escudería alcireña Campos Racing con años de experiencia en la competición de las 4 ruedas. El equipo que conformó Adrián Campos fue fruto de la incorporación de nuevas y conocidas caras como Toni Cuquerella, antiguo ingeniero de BMW F1, Daniele Audetto ex team Principal de Honda y hombre del círculo cercano de Bernie Ecclestone y Luca Di Montezemolo y el profesor tinerfeño Tomás Gutiérrez junto con los hombres de la casa Enrique Colomina Director de Mecánicos, el director Financiero José Julio y el director de Logística Javier Bono que acompañan a Adrián Campos desde la fundación de Campos Motorsport a finales de los años 1990.
Sin embargo el proyecto pronto se iba a ver afectado por la crisis económica, cuyos efectos eran ya evidentes en España. Sin respaldo económico, la escudería amenazaba con emular los pasos de Bravo F1 como proyecto de escudería española fallida. Con el equipo en el alero, la entrada del empresario, José Ramón Carabante permitía salvar la situación, pero Adrián Campos, desplazado, lo abandonaba.
Entretanto el naufragio de otro de los proyectos seleccionados por la FIA, el USF1 se proyectaba sobre la escudería española, que con el mundial en ciernes no poseía ni la infraestructura ni el personal necesario. Las carencias serían cubiertas mediante la subcontrata de servicios a Colin Kolles, que operaría la escudería usando su infraestructura y personal. Renombrada como Hispania Racing Team F1, por ser Hispania el nombre del grupo empresarial de Carabante el equipo se constituyó como una entidad con la licencia de la FIA como único patrimonio relevante y cuya actividad en la F1 quedaba sujeta a subcontratas de servicios con diseñadores, proveedores e incluso del personal e infraestructura necesarias para competir, propiedad de Kolles. Sin embargo pese a la precariedad, la escudería estaba en disposición de disputar el mundial y el proyecto podía considerarse una realidad.

### Temporada 2010 de Fórmula 1

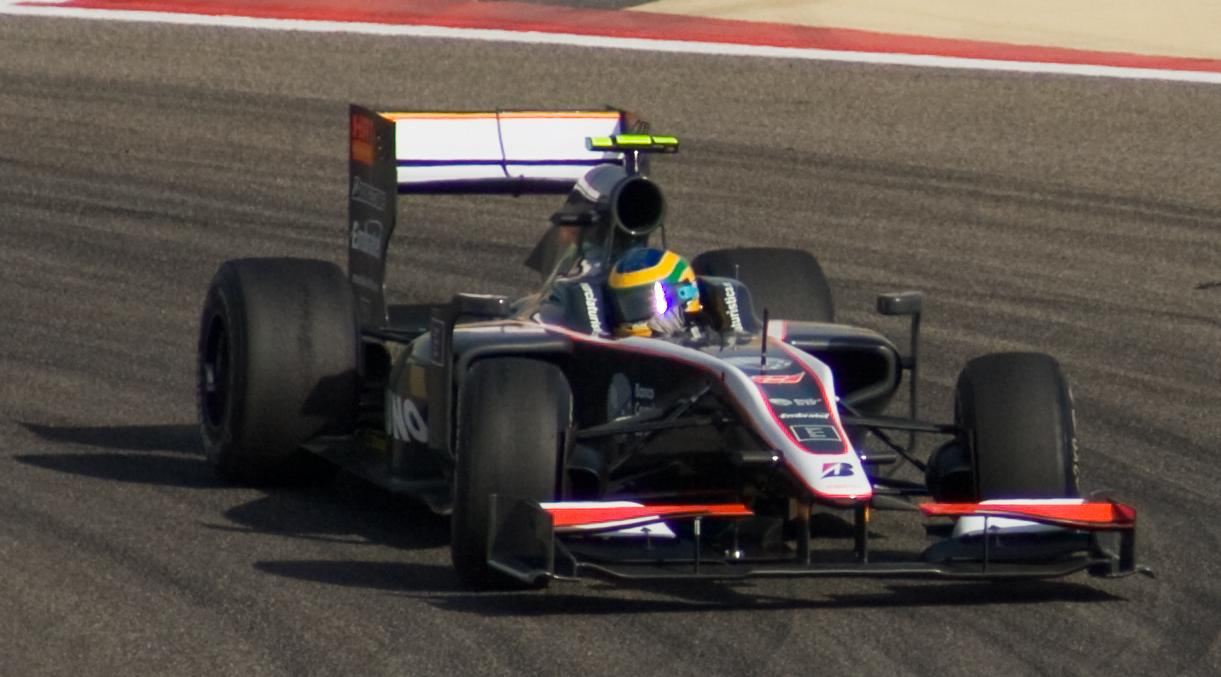
Bruno Senna pilotando el F110 en su debut en Baréin.

2010 fue una temporada marcada por las dificultades económicas que habían estado muy cerca de acabar con el proyecto. Finalmente, con un monoplaza muy poco competitivo que hizo su debut en el mismo arranque de la temporada oficial y dos pilotos debutantes al volante, el equipo fio sus resultados al razonable grado de fiabilidad mecánica conseguido tras las primeras carreras.
La escudería, carente de infraestructura propia, recurrió a los servicios de Colin Kolles, que desde su papel como "team principal" empleó su propia infraestructura y técnicos como operador. De esta forma la escudería recurrió a la subcontratación de todos los servicios requeridos para competir, incluyendo los del propio Kolles y su equipo.
Durante la temporada las necesidades económicas llevaron a que la escudería recurriese a los servicios de hasta cuatro pilotos: los debutantes Bruno Senna, que disputó todos con la excepción del GP de Gran Bretaña y Karun Chandhok, que disputó los 10 primeros. A partir del Gran Premio de Gran Bretaña el japonés y expiloto de Super Aguri, Sakon Yamamoto participó en 7 Grandes Premios y el austriaco Christian Klien, antiguo piloto de Jaguar y Red Bull, en 2.
La escudería obtuvo tres 14.º puestos como mejores resultados de la temporada, obtenidos por Chandhok en los Grandes Premios de Australia y Mónaco y Senna en el Corea. Resultados que valieron al equipo el 11.º lugar de la clasificación por escuderías, superando a Virgin e inmediatamente por detrás de Lotus, sin sumar puntos. Los pobres resultados obtenidos por las escuderías debutantes y las evidencias de su pobre nivel competitivo generaron durante la temporada un debate y que esta fueran motejadas con el término de "chicanes móviles" por la frecuencia con que eran dobladas en carrera por los monoplazas en cabeza. La polémica desembocó en la reintroducción de la extinta regla del 107% a partir de 2011.

### Temporada 2011 de Fórmula 1

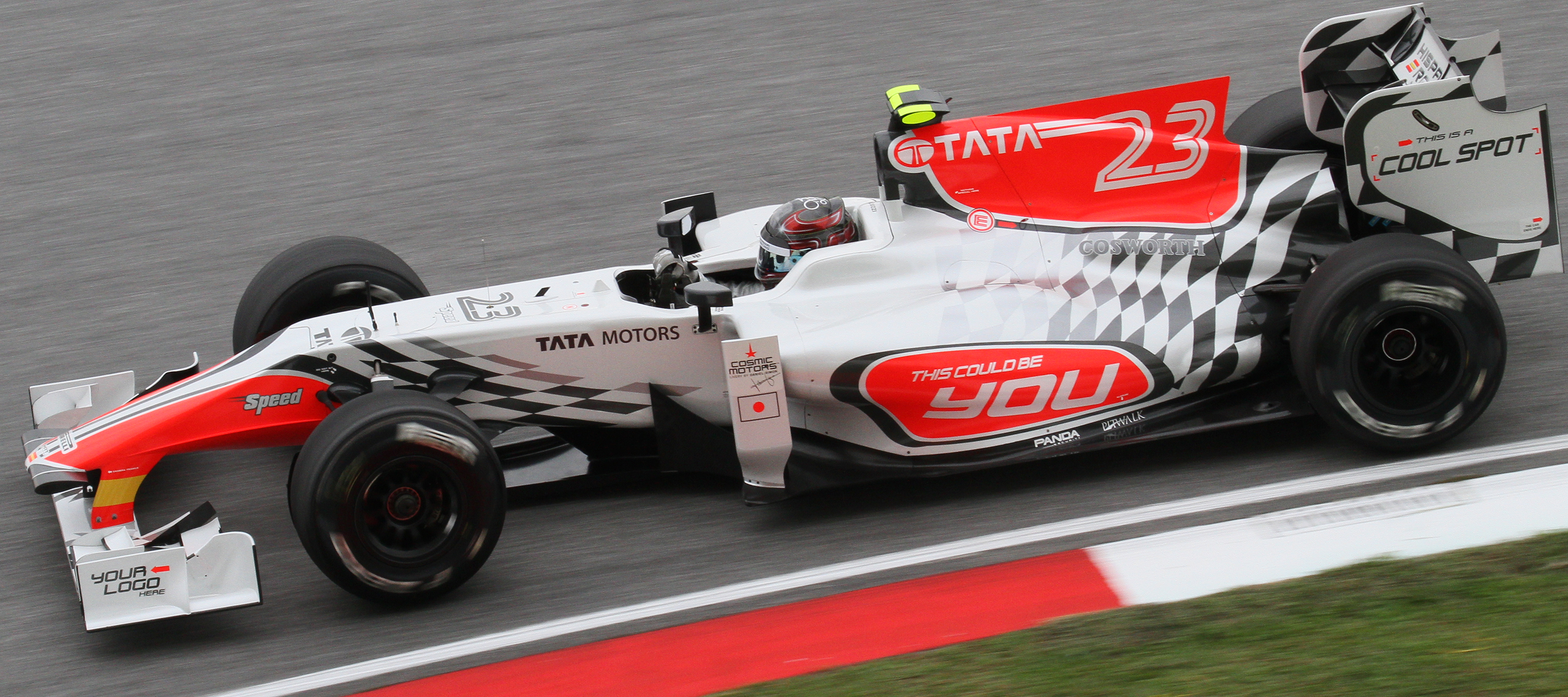
Vitantonio Liuzzi con el Hispania F111.

La escudería, bajo la dirección de Kolles, procedió en 2011 a una profunda remodelación de su monoplaza, tras descartar un rumoreado acuerdo con la desaparecida escudería Toyota para adquirir el coche que esta había diseñado para la temporada 2010 y que no llegó a estrenar a causa de su abandono de Fórmula 1. Circularon también rumores que vinculaban a Pedro Martínez de la Rosa como piloto oficial, pero finalmente fueron escogidos el italiano Vitantonio Liuzzi, procedente de Force India, tras haber perdido su asiento con Paul di Resta y el hindú Narain Karthikeyan, que volvía a tener asiento oficial tras su paso por Jordan en 2005 y respaldado por Tata Motors y otros patrocinadores de la India, los elegidos.
Por segundo año consecutivo la escudería era incapaz de tener su monoplaza dispuesto para presentarse a las pruebas de pretemporada lo que condujo de nuevo a un debut precipitado y sin pruebas previas en la prueba inaugural de la temporada, con la consecuencia de que ninguno de los pilotos lograba superar el límite del 107%. HRT se convertía de esta forma en la primera escudería no clasificada para un gran premio desde la reintroducción de la regla del 107%.
El fiasco no volvería a repetirse, pero la imagen de los HRT cerrando la clasificación volvió a ser habitual, a menudo en pugna con los Marussia Virgin, con los que HRT comenzó a intercalarse en la clasificación con cierta frecuencia, llegando al final de temporada en posición de relativa igualdad competitiva respecto los anglo-rusos pero a distancia del resto de los competidores.
La temporada volvió a quedar marcada por la inestabilidad en la plantilla de pilotos. Narain Karthikeyan mantuvo el puesto como titular durante las primeras ocho carreras para ceder posteriormente el puesto a Daniel Ricciardo, joven debutante procedente del programa de promoción de pilotos de Red Bull. Narain retomaría el puesto como titular en el Gran Premio de la India, esta vez en sustitución de Liuzzi, que a su vez disputó la totalidad del campeonato a excepción de esa carrera. Liuzzi obtendría el mejor resultado de la historia de HRT al anotarse un 13.º en el Gran Premio de Canadá que a la postre serviría a la escudería para superar por segundo año consecutivo a Virgin, ahora rebautizada como Marussia Virgin, acabando de nuevo en la 11.º posición.

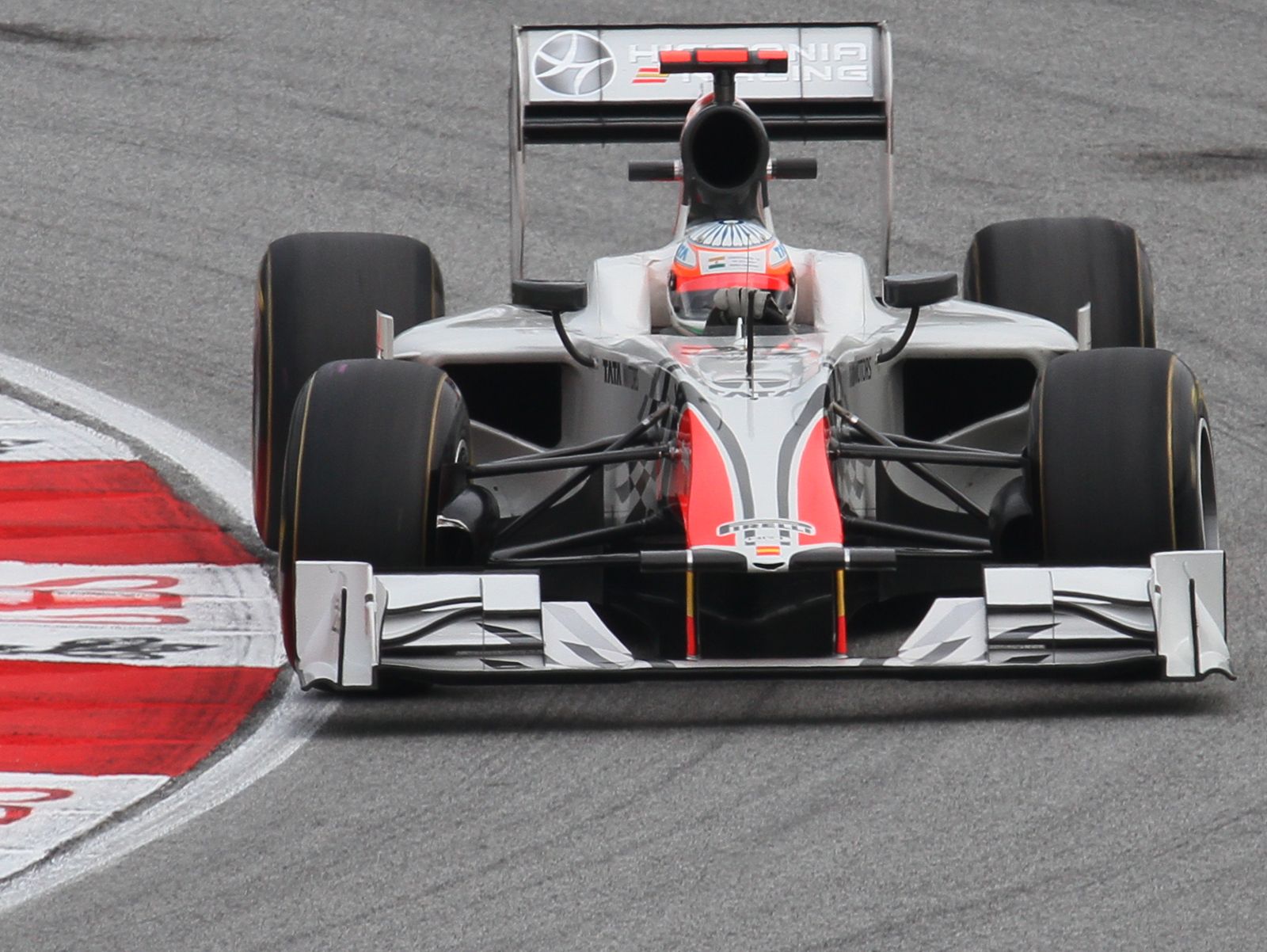
Narain Karthikeyan durante el Gran Premio de Malasia de 2011.

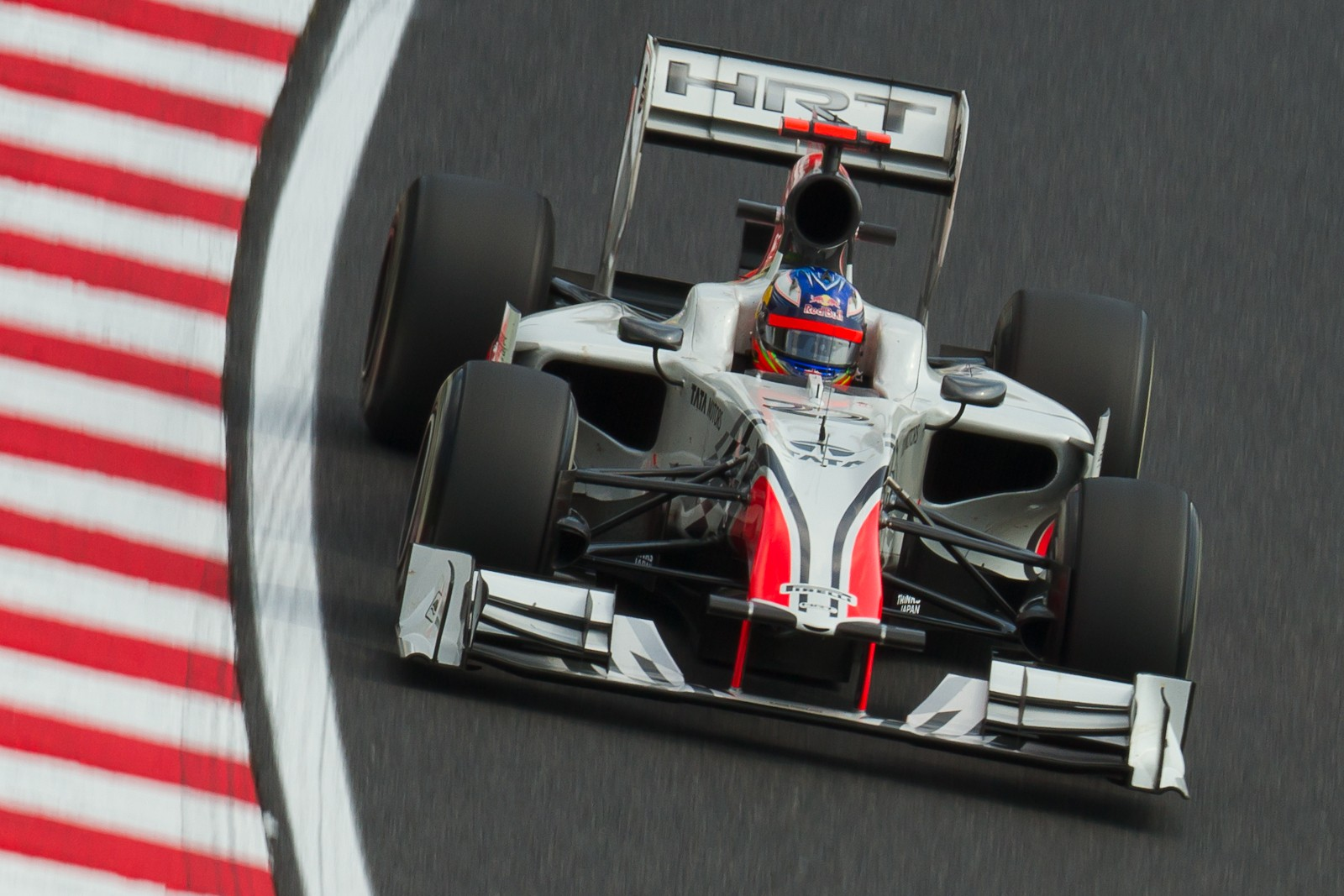
Daniel Ricciardo compitió con HRT durante la segunda parte de la temporada 2011.

Al margen de los titulares, el checo Jan Charouz debutó como probador en Brasil, que finalizaba la temporada. El propio Jan, el francés Nathanaël Berthon y el español Dani Clos participaron con HRT en las pruebas oficiales para pilotos novatos. Clos se convertía de esta manera en el primer piloto español en subirse a un HRT.
Los hechos más relevantes se produjeron en el terreno extradeportivo. José Ramón Carabante, cuyo grupo empresarial, Hispania, parecía atravesar serios problemas financieros y judiciales, abandonaba el equipo. En julio de 2011 se anunciaba que la gestión quedaba en manos del grupo inversor español Thesan Capital, que comunicaba su intención de españolizar el equipo estableciendo su sede en España como medida en esa línea. Karthikeyan era relevado como titular en beneficio de Ricciardo, respaldado por Red Bull y la denominación "Hispania", nombre del grupo empresarial de Carabante era eliminada, anunciándose que el acrónimo HRT quedaría como denominación oficial a todos los efectos; medida que sería el preámbulo para el inicio de una profunda reestructuración de la plantilla y el organigrama de la escudería con vistas a 2012.

### Temporada 2012 de Fórmula 1
La temporada 2012 estaría definida por la puesta en marcha por parte de Thesan Capital de su declarado proyecto de españolización de la escudería. Kolles era relevado de sus funciones, que pasaban a manos del expiloto de Minardi, Luis Pérez-Sala. La base del equipo se establecía de forma provisional en el Parque Tecnológico de Paterna para establecerse de forma definitiva en febrero de 2012 en el edificio multiusos Caja Mágica de Madrid. HRT pasaría a dotarse de personal y materiales propios y a lo largo de la temporada se procedería a centralizar los servicios del equipo en la sede de Madrid. La fabricación de componentes seguiría siendo contratada a empresas externas y el equipo usó el túnel de viento de Mercedes mediante un acuerdo con esa escudería.
En el plano deportivo la escudería contó con Pedro Martínez de la Rosa como piloto oficial, culminando así la larga serie de rumores que vinculaban al piloto con el equipo desde su misma fundación. De la Rosa se convertía así en el primer piloto español en debutar en un gran premio con HRT. Narain Karthikeyan, respaldado por el grupo Tata, se hacía con el otro volante titular en el que sería su segundo año en el equipo. El español Dani Clos, procedente de la GP2 y del programa de promoción de jóvenes valores de HRT y Ma Qing Hua, incorporado a dicho programa, ejercieron como probadores, participando ambos en las primeras sesiones de entrenamientos libres de varios Grandes Premios a lo largo de la temporada y participaron en las pruebas para pilotos novatos al volante del HRT.

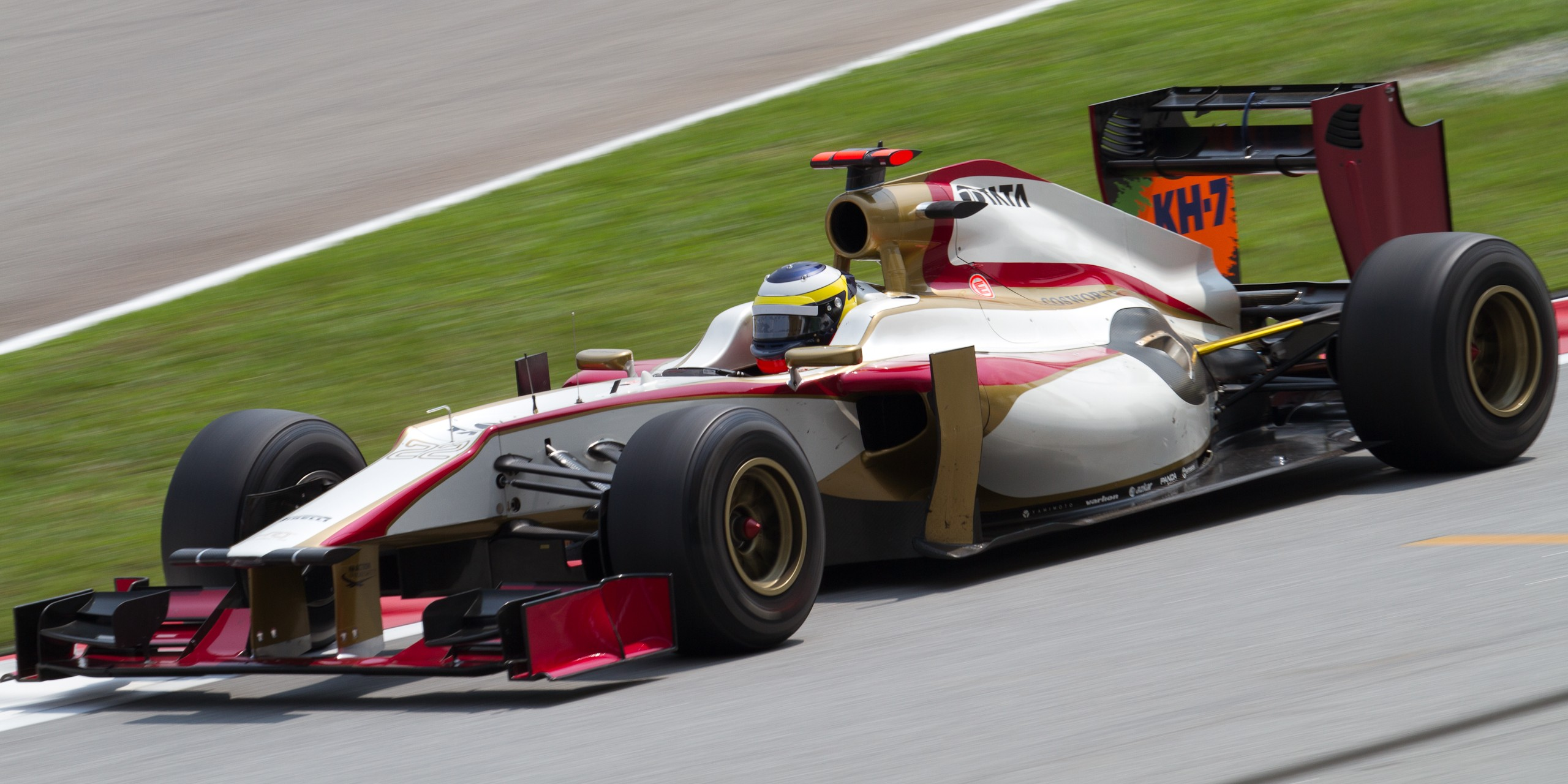
Pedro de la Rosa, durante el Gran Premio de Malasia de 2012.

Varios patrocinadores españoles se incorporaron a la escudería, junto a empresas del grupo Tata, respaldando a Narain y patrocinadores chinos, vinculados probablemente a la presencia en el equipo de Ma Qing Hua.
En el plano deportivo la temporada estuvo marcada otra vez por la ausencia de rodaje en pretemporada del nuevo coche. Sin rodar en pretemporada con el coche actualizado por tercer año consecutivo, la precipitada presentación del monoplaza con el arranque del campeonato en ciernes acabó arrastrando a la escudería a fracasar de nuevo el intento de clasificación para el gran premio inicial, disputado en Australia, al quedar ambos pilotos por encima del 107% del mejor tiempo en la primera fase clasificatoria. De nuevo y aunque el fiasco no volvió a repetirse, fue norma ver a los HRT cerrando la parrilla y la clasificación, acentuándose durante la temporada las distancias respecto a Caterham y Marussia. Recurrentes problemas de sobrecalentamiento de frenos dificultaron aún más la progresión y que los pilotos sacasen partido a las mejoras introducidas en el coche durante la temporada.

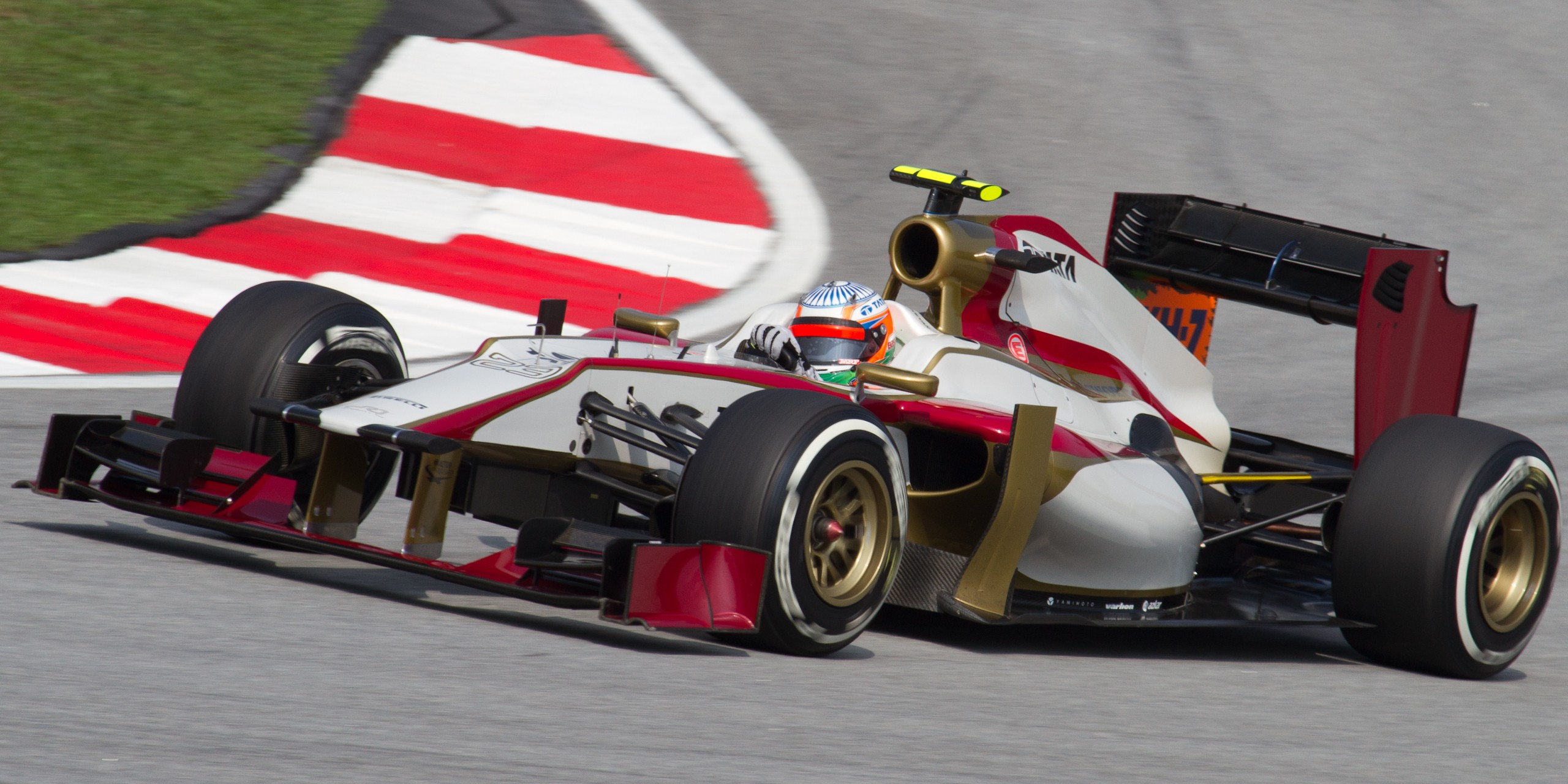
Narain Karthikeyan, durante el Gran Premio de Malasia de 2012.

En cuanto a resultados, tras la disputa del Gran Premio de Abu Dhabi, el 15.º puesto de Karthikeyan en el Gran Premio de Mónaco representaba el mejor resultado de HRT, relegada a la última posición del mundial. Durante la temporada De la Rosa superó habitualmente tanto en clasificación como en carrera a un Karthikeyan que, lejos de Pedro en cuanto a prestaciones pese a su 15.º en Mónaco y en el rol de segundo piloto cedió su asiento a los pilotos probadores del equipo en la primera sesión de entrenamientos libres de varios Grandes Premios.
A mediados de noviembre de 2012, y a falta de dos Grandes Premios para la conclusión del campeonato, se producía una nueva convulsión en el equipo, cuando Thesan Capital anunciaba un ERE mediante el cual cesaban 32 empleados. Los ceses dejaban a HRT con el personal mínimo imprescindible para finalizar la temporada. Entre rumores sobre la inminente disolución de la escudería se confirmaba la búsqueda de un comprador para esta antes de terminar de año para asegurar la supervivencia de la misma.
La fecha límite marcada para encontrar comprador era el 2 de diciembre de 2012, cuando debían estar depositados los 500 000 $ que la FIA exigía como cuota para participar en la edición de 2013 del Campeonato del Mundo de Fórmula 1. Al no depositar dicha cuota en el plazo establecido, el equipo HRT F1 fue excluido de la lista de equipos inscritos para dicha edición del campeonato.
Un consorcio norteamericano intentó comprar los activos y la entrada de HRT para competir en la temporada 2013 bajo el nombre de Scorpion Racing, sin embargo la negociacion no prosperó. Finalmente los activos se vendieron a Teo Martin, propietario de una empresa especializada en el reciclaje de piezas de automóviles. Martin mencionó su intención de competir con los autos en la serie EuroBOSS.

## Monoplazas
|                      |
| Hispania F110 (2010) |

|                      |
| Hispania F111 (2011) |

|                 |
| HRT F112 (2012) |